# Área metropolitana de Santa Marta
El Área metropolitana de Santa Marta es una propuesta integrada por su municipio principal Santa Marta, y por los municipios cercanos a este Ciénaga, Pueblo Viejo y Zona Bananera, pertenecientes todos al departamento del Magdalena. Su núcleo económico y político es la ciudad de Santa Marta. Esta región concentra gran parte de la actividad económica, comercial e industrial del Departamento del Magdalena.

## Integración del área metropolitana
La integrarían los siguientes municipios:

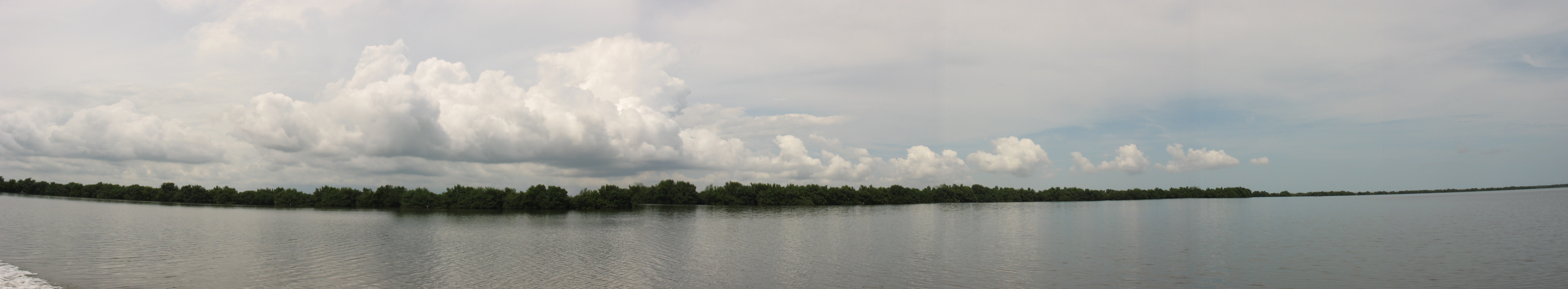
Ciénaga Grande de Santa Marta

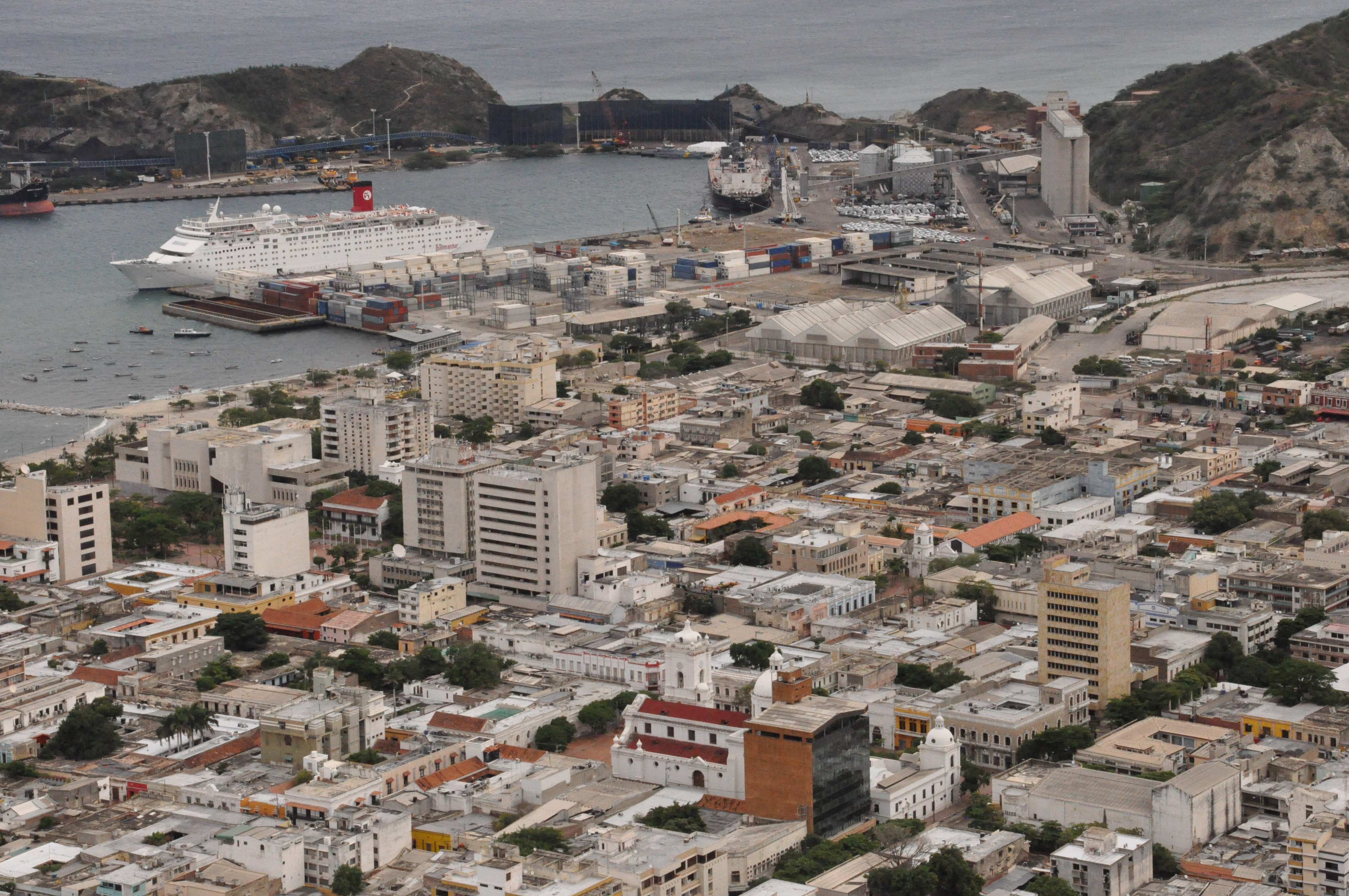
Centro de Santa Marta

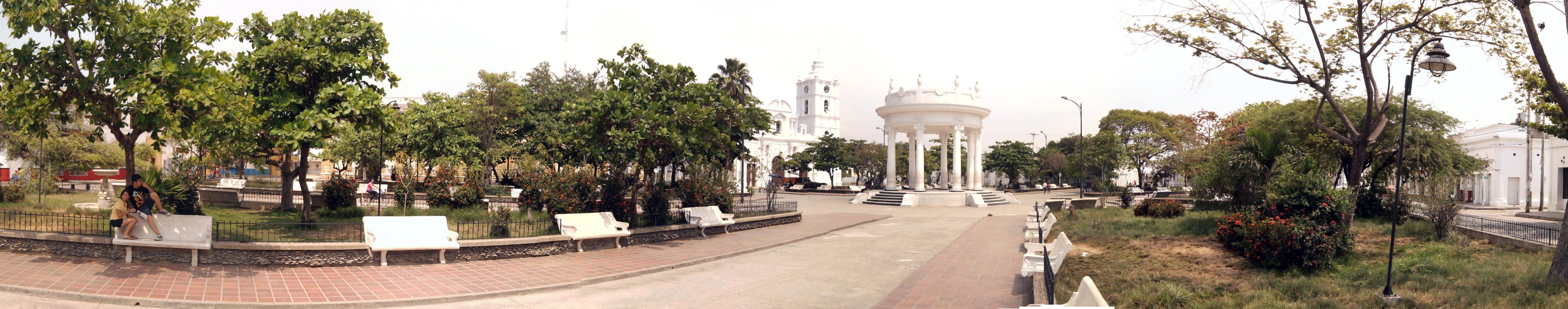
Plaza de Ciénaga

| Santa Marta                                     | 2.393,35 | 499.257 | 336,7 |
| Ciénaga                                         | 1.242,68 | 104.897 | 99    |
| Pueblo Viejo                                    | 678      | 31.068  | 54    |
| Zona Bananera                                   | 443      | 60.941  | 151   |
| Total                                           | 4.757,03 | 696.163 | 217,2 |
| Estimación para 2016 "Municipios del Magdalena" |          |         |       |